# Acta Universitatis Lodziensis. Folia Iuridica
Acta Universitatis Lodziensis. Folia Iuridica – czasopismo naukowe wydawane przez Wydawnictwo Uniwersytetu Łódzkiego z inicjatywy Dziekana Wydziału Prawa i Administracji UŁ.

## O czasopiśmie
Czasopismo Folia Iuridica powstało w ramach zeszytów naukowych Uniwersytetu Łódzkiego w roku 1980 jako seria wydawnicza, której pomysłodawcą był Profesor Jerzy Wróblewski. Początkowo prezentowano w niej w formie artykułów głównie dorobek naukowy pracowników Wydziału Prawa i Administracji UŁ. Od kilku lat czasopismo jest kwartalnikiem, w którym zamieszczane są również artykuły autorów spoza Uniwersytetu Łódzkiego i z innych krajów.
Obecnie zeszyty Folii mają charakter tematyczny i jednocześnie interdyscyplinarny. Obejmują bowiem nie tylko zagadnienia z dziedziny prawoznawstwa podnoszone z perspektywy prawników, ale również filozofów, logików, socjologów, psychologów i ekonomistów.
Wszystkie numery są recenzowane zgodnie z modelem double-blind review.

## Rada Naukowa
- Anna-Maria Andersen, Lund University, Sweden
- Maciej Chmieliński, Uniwersytet Łódzki, Polska
- Adam Czarnota, University of New South Wales, Australia
- Natalia Danilkina, University of Groningen, Netherlands
- Zofia Duniewska, Uniwersytet Łódzki, Polska
- Zbigniew Góral, Uniwersytet Łódzki, Polska
- Krzysztof Indecki, Uniwersytet Łódzki, Polska
- Janusz Jankowski, Uniwersytet Łódzki, Polska
- Martin Škop, Masaryk University, Czech Republic

## Redaktorzy
- Zenon Bankowski, Uniwersytet Edynburski
- Tomasz Bekrycht, Uniwersytet Łódzki, Polska
- Karolina M. Cern, Uniwersytet Adama Mickiewicza w Poznaniu, Polska
- Piotr W. Juchacz, Uniwersytet Adama Mickiewicza w Poznaniu, Polska
- Martin Krygier, University of New South Wales, Australia
- Bartosz Wojciechowski, Uniwersytet Łódzki, Polska
- Monika Zalewska, Uniwersytet Łódzki, Polska
- Marek Zirk-Sadowski, Uniwersytet Łódzki, Polska – red. naczelny

## Bazy
- BazEkon
- BazHum
- CEEOL
- DOAJ (Directory of Open Access Journals)
- ERIH PLUS
- Index Copernicus